# Trường dự bị đại học
Trường dự bị đại học là một dạng trường trung học. Thuật ngữ này chỉ đến các trường công lập hoặc tư thục độc lập, về cơ bản được chỉ định cho học sinh chuẩn bị ôn luyện để bước vào nền giáo dục bậc cao.

## Khu vực Bắc Mỹ

### Hoa Kỳ
Tại Hoa Kỳ có các trường dự bị đại học thuộc công lập, tư thục và bán công có thể là trường tôn giáo hoặc thế tục. Đầu vào đôi khi dựa trên chỉ tiêu phân loại chuyên biệt, thường là học vấn, tuy nhiên một số trường có cơ chế tuyển sinh mở.